# Китовиді
Китовиді (Balaenimorpha), або вусаті кити (Mysticeti) — підряд морських ссавців з ряду китоподібних і надряду унгулят, поширених в усіх океанах; інколи як «беззубі кити».

## Загальна характеристика
Живляться планктонними організмами, внаслідок чого зуби у них замінилися численними (від 360 до 800) роговими пластинами довжиною 50— 450 см, розташованими у верхній щелепі поперек ясен. Ці пластини раніше неправильно називалися «китовим вусом», звідси і виникла науково неточна назва беззубі кити — «вусаті кити». Деякі сучасні беззубі кити є найбільшими тваринами всіх часів; наприклад, новонароджений синій кит досягає довжини 7 м і ваги 2 т, а дорослий — 33 м і 190 т.
До беззубих китів, крім синього, належать гренландський, південний, карликовий, сірий кити, плавун, смугач малий, смугач фінвал, смугач сейвал, горбач.
Беззубі кити мають велике промислове значення.

## Родини та їхні особливості
У складі підряду — 4 родини, які поділяють на 6 родів. Нерідко для всіх видів китовидих використовують спільну вернакулярну назву «кит» (наприклад, «синій кит»), проте існує чимало спеціальних назв, як питомо українських (наприклад, «смугач», «китовець»), так і запозичених (наприклад, «фінвал», «сейвал» та ін.).

### Список родин і родів
Balaenidae — родина китові — кити з гладеньким (на відміну від Balaenopteridae) черевом, особливо великою головою, без спинного плавника
- вкл. два сучасні роди: кит (Balaena, 1 вид) та китовець (Eubalaena, 3 види);

Cetotheriidae — родина за своїми ознаками проміжні між типовими китами (Balaenidae) і смугачами (Balaenopteridae): гладенький (без складок) живіт, є спинний плавець; іноді розглядають у складі родини Balaenidae
- вкл. один сучасний рід — каперея (Caperea, 1 вид);

Balaenopteridae — родина смугачеві — кити, що мають на горлі особливі складки, які утворюють велику «кишеню», є спинний плавець, у складі родини — найбільші кити
- вкл. три роди: смугач (Balaenoptera, 6 видів), сірий кит (Eschrichtius) та горбань (Megaptera, 1 вид).

### Види родинисмугачеві(Balaenopteridae)

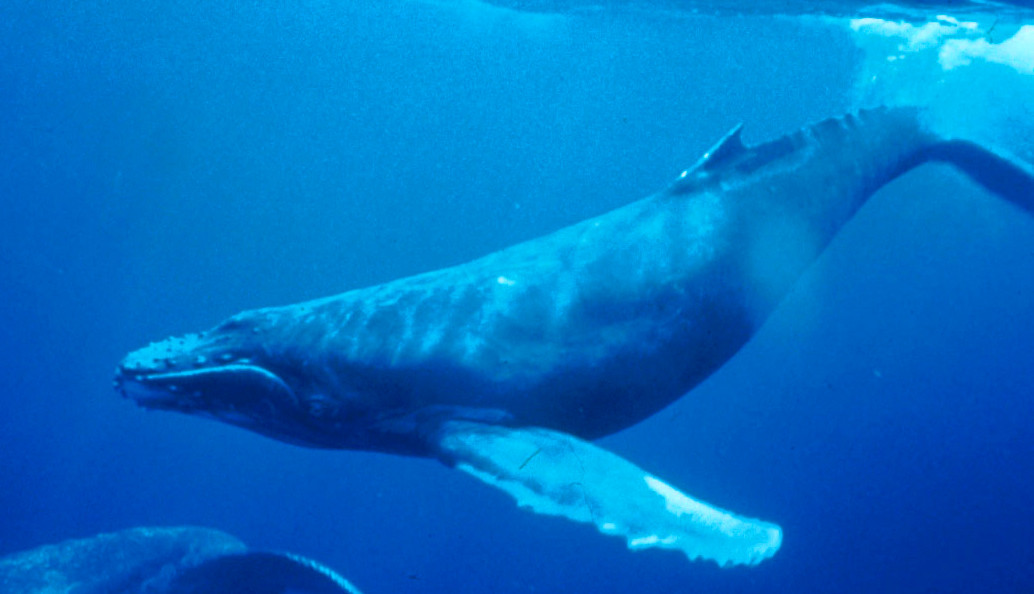
Горбатий кит

Горбань, або «горбач», або горбатий кит (Megaptera novaeangliae), — велика тварина з щільним укороченим тілом; спина і боки чорнуваті, а забарвлення черева варіюється від чорного або строкатого до білого. Характерною ознакою даного виду є довгі світло забарвлені грудні плавці. Максимальна довжина приблизно 15 метрів. Особина завдовжки 14 метрів може важити понад 40 тонн. Горбаня можна зустріти у всіх океанах. Його стада мігрують зі зміною пір року і залежно від кількості харчів, проводячи зиму в тропічних водах. Харчується планктонними рачками та дрібною рибою. Горбаті кити нерідко повністю вистрибують з води у вертикальному положенні й падають назад з оглушливим сплеском. Проте особливо знаменитий цей вид широким репертуаром видаваних ним звуків. «Горбанем» його прозвали китобої за те, як він вигинає спину під час «співу».

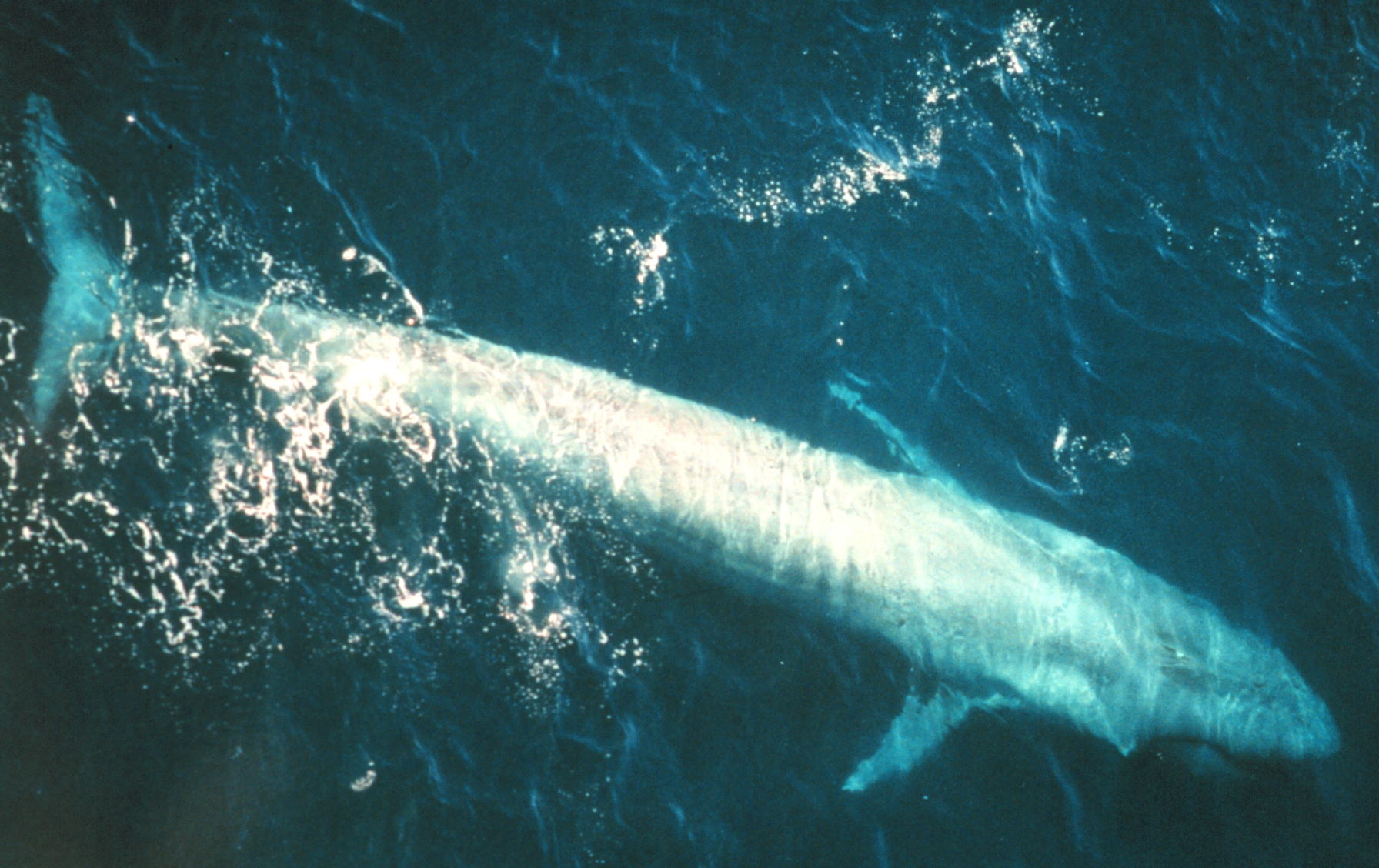
смугач синій

Смугач блакитний, синій кит, блакитний кит (Balaenoptera musculus), або блювал — найбільший з усіх ссавців, що коли-небудь існували на Землі. Самка завжди більша за самця і досягає в довжину 33 м при масі близько 170 тонн, що дорівнює масі 33 слонів. Він щодня з'їдає понад 4 т криля, а це 4 млн штук креветок. Забарвлення не синє, а блакитнувато-сіре зі сріблисто-сірими плямами неправильної форми. Зрідка (переважно в антарктичних водах) трапляються екземпляри з яскраво-синім забарвленням верхньої частини тіла, та жовто-оранжевим — нижньої. Черево іноді буває жовтуватим від мікроскопічних водоростей. Харчується планктонними ракоподібними, поглинаючи за кожну «трапезу» до тонни корму. Синій кит поширений від Чукотського моря, Ґренландії, Шпіцбергену і Нової Землі до Антарктичної криги. Зимує в теплих водах: у північній півкулі — на широтах Південної Японії, Тайваню, Каліфорнії, Мексики, Північної Африки, Карибського моря; у південній півкулі — на широтах Австралії, Перу, Еквадору, Південної Африки, Мадагаскару. Літо синій кит проводить у водах Антарктики, Північної Атлантики, Берингова і Чукотського морів. Синій кит занесений в Червоний Список МСОП.

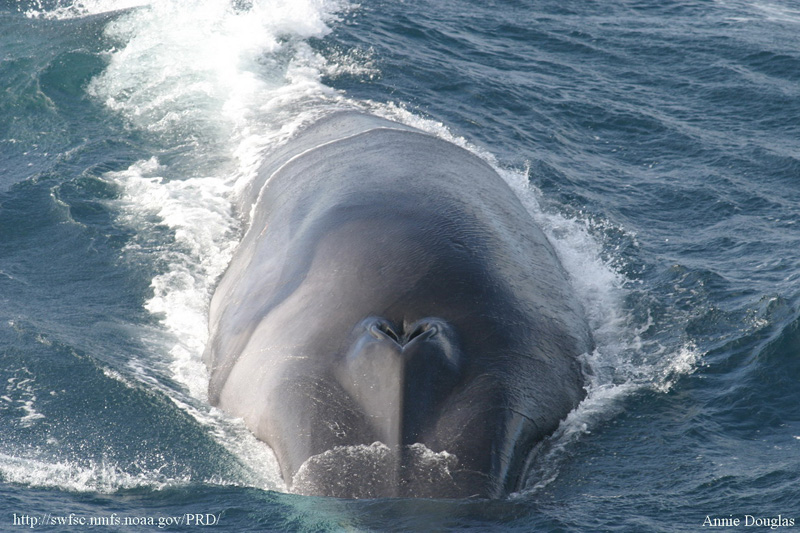
Фінвал

Смугач фінвал (Balaenoptera physalus), званий також оселедцевим китом, — велика тварина з клиноподібною головою, довгим струнким тілом і високим спинним плавником, зміщеним далеко назад. Тіло зверху мишасте, сірувато-коричневе, а знизу біле. Вид поширений у всіх океанах і мігрує стадами, що налічують від декількох до понад 100 особин. Міграції сезонні: літо фінвал проводить в Арктиці і Антарктиці, а зиму — в тепліших морях. Харчується головним чином планктонними ракоподібними, рідше косяковими рибами, наприклад оселедцем.

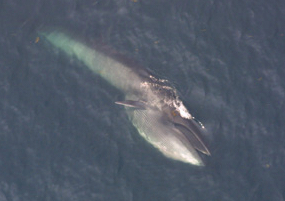
Сейвал

Сейвал, або сайдяний (?) (івасевий) кит (Balaenoptera borealis) в порівнянні з фінвалом менш стрункий, тіло його відносно товще, грудні плавці коротші, а спинний плавник більше і сильніше висунутий вперед — до початку задньої третини тіла тварини. Забарвлення спини темно-сіре, боків — трохи світліше, а на череві — непостійне, варіює від сірого до частково білого (але весь низ білий, як у фінвала, ніколи не буває). Сейвал поширений так само широко, як і фінвал, але в Арктиці й в Антарктиці зазвичай уникає криги, з'являється там пізніше, ніж великі види смугастих китів, і менш регулярний у своїх міграціях. Сейвал занесений в Червоний Список МСОП.

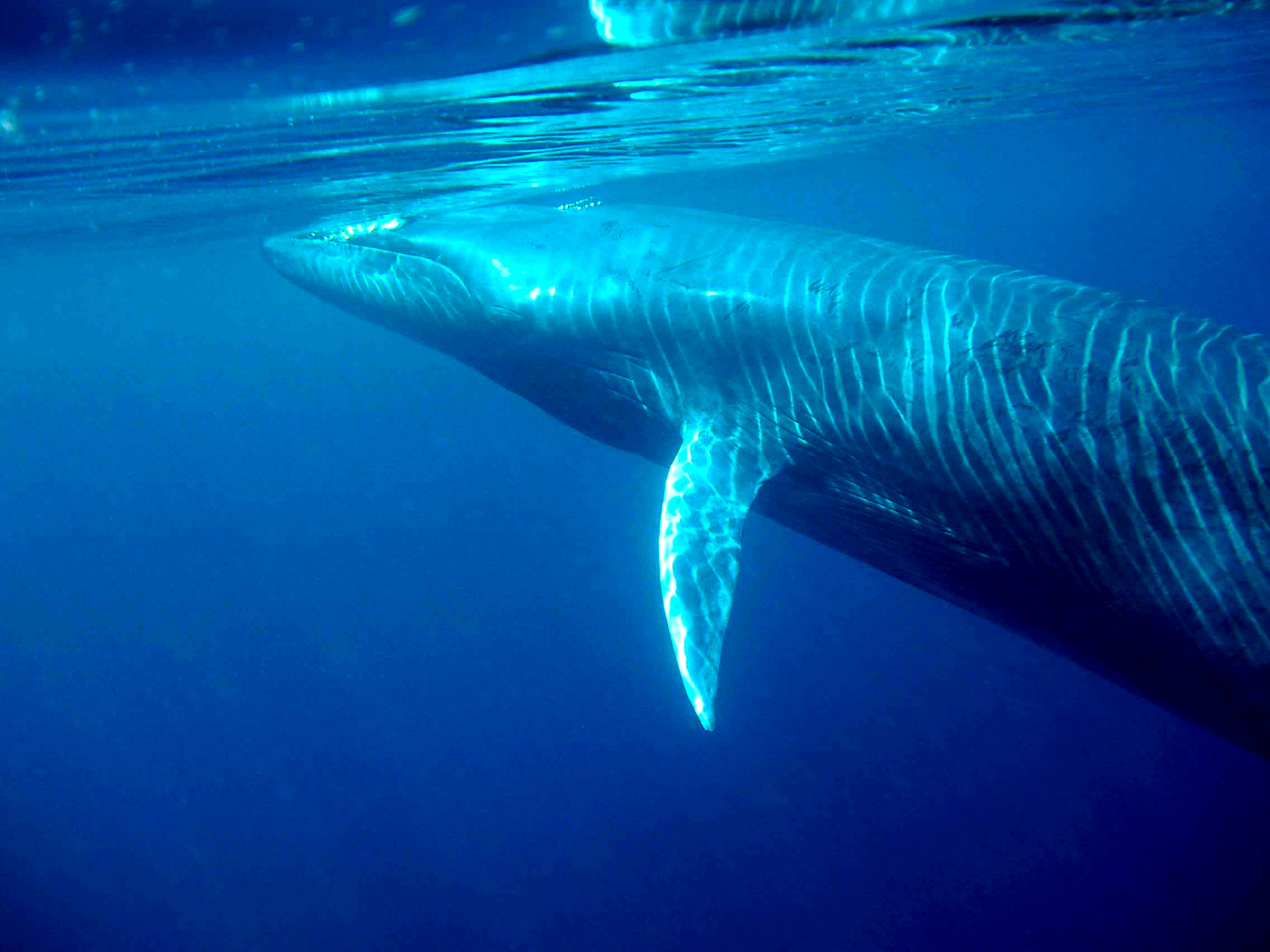
Малий смугастик Брайда

Смугач малий, або малий смугастий кит (Balaenoptera acutorostrata) за білим черевом і формою тіла дуже схожий на дитинчат фінвалів, проте виглядає товстішим і має інші пропорції тіла (його довжина в 5-5,5 раза більша максимальної товщини). Чітко відрізняється білими, низькими (не вище 25 сантиметрів) вусовими пластинами, по 270—330 в кожному ряду. Малий смугастий кит поширений від криги Арктики до криги Антарктики. Найрідше трапляється в тропічному поясі. Відомі дві знахідки в Чорному морі. За базою даних МСОП (оцінка 2008 р.) вид має категорію «Least Concern» («найменшої уваги»).
Сірий кит (Eschrichtius robustus) вважається одним з найдавніших ссавців — вік виду налічує близько 30 мільйонів років. Довжина самки не перевищує 15 метрів, а самця — 14,6 метра. Маса цього кита 20-35 тонн. У сірого кита звичайне гладке черево, лише на горлі 2-4 глибоких борозни, що розходиться назад під невеликим кутом. На спині замість плавника слабо помітний горб. Голова невелика, в 4,5-5 разів коротша за довжину тіла, стисла з боків. Існують дві регулярно мігруючі популяції сірих китів: охотсько-корейська і чукотсько-каліфорнійська. Перша майже винищена; зимує і плодиться поблизу Кореї й Південної Японії, а відгодовується влітку в Охотському морі. Друга зимує біля берегів півострова Каліфорнія, а літом нагулює жир в Беринговому і Чукотському морях, зрідка проникає в Східно-Сибірське море до губи Нольде і на схід до мису Барроу.

### Види родиникитові(Balaenidae)

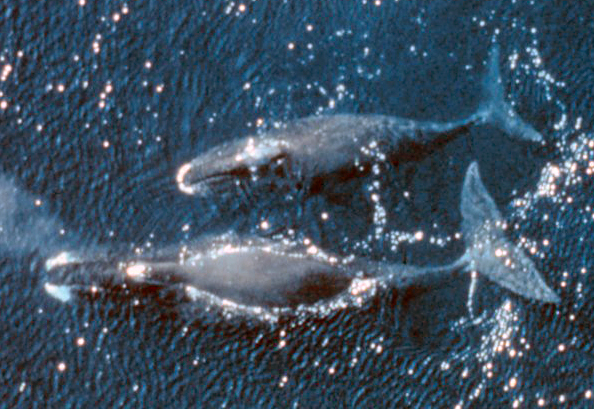
Кит ґренландський

Кит ґренландський, або полярний кит (Balaena mysticetus) досягає розмірів у 21 метр і маси до 150 тонн. Величезна його голова займає третину тіла і відокремлена від тулуба добре помітною шиєю. Загальне забарвлення дорослих темне, іноді з білим горлом, у статевонезрілих — сірувато-темне. Шкіра на тілі гладка, без рогових наростів і шишок, раковинами усоногих раків не обростає. Мешкаючи у високих широтах Арктики, гренландський кит прекрасно орієнтується серед плавучої криги та здатний спиною пробивати «продухи» в льоду завтовшки 20-30 сантиметрів. Колись в колополярному ареалі існували три стада: шпіцбергенське, західногренландське і берингово-чукотське. На цей час перші два стада майже повністю винищені, а третє збереглося лише в незначній кількості. Кити тримаються поодинці й лише дуже рідко збираються по декілька особин разом. Головною їжею їм служать крихітні рачки калянуси (3-4 міліметри), а іноді крилоногі молюски. Гренландський кит занесений в Червоний Список МСОП.
Кит південний (Eubalaena glacialis) відрізняється від гренландського кита меншими розмірами голови, вона займає близько 1/4 довжини тіла і не відокремлена шийним перехопленням, складнішим вигином ротової щілини (у вигляді латинської букви «S», покладеної на бік) і наявністю на верху рила одного або декількох рогових наростів. Забарвлення тіла зазвичай цілком чорне, або, що буває рідше, біле на череві та з боків, або ж рябе. Ці кити поширені в помірних водах. Відомо три підвиди південного кита: біскайській (E.g. glacialis), що мешкає в північній Атлантиці, японський (E.g. japonica) з північної частини Тихого океану і австралійський (E.g. australis) з Південної півкулі. Деякі зоологи вважають їх самостійними видами. Чисельність всіх трьох вельми мала через багатовіковий варварський промисел. Південний кит занесений в Червоний Список МСОП.

### Види родиницетотерієві(Cetotheriidae)
Карликовий кит, або каперея мала (Caperea marginata) — найменший і найрідкісніший з вусатих китів. У довжину не перевищує 6 метрів. Спосіб життя цього кита не вивчений, загальна чисельність невідома. Живе поодинці, переважно у водах, що омивають південь Австралії і Нову Зеландію, і, мабуть, далеко не мігрує.